# Protium confusum
Protium confusum är en tvåhjärtbladig växtart som beskrevs av Henri François Pittier. Protium confusum ingår i släktet Protium och familjen Burseraceae. Inga underarter finns listade i Catalogue of Life.